# Hommager & pamfletter
Hommager & pamfletter är ett album av Cornelis Vreeswijk & Träklang, inspelat 1981 och utgivet 1982 på a disc. Medmusikanter vid studioinspelningen och den efterföljande turnén var gitarristen Conny Söderlund och basisten Owe Gustavsson.

## Låtlista
Sånger är skrivna av Cornelis Vreeswijk om inte annat anges.

### Sida A
1. Pamflett nr 8: Ballad om en lergök – 3:51
2. Blues för ett torn (Papperskvarnen) – 4:13
3. Luchin (Victor Jara/Cornelis Vreeswijk) – 3:00
4. Hommage – 2:36
5. Blues för Jacques Brel – 4:57
6. Till Julia (Cornelis Vreeswijk/Erik Johan Stagnelius) – 3:20

### Sida B
1. Sambaliten (Atahualpa Yupanqui/Cornelis Vreeswijk) – 3:08
2. Pamflett 53 – 2:37
3. Pamflett 68: Vals för ingens hundar – 3:19
4. Pamflett nr 62: Ta en moralkaka till – 3:25
5. Hommage för Sveriges Radio (Chico Buarque de Hollanda/Cornelis Vreeswijk) – 2:56
6. Pamflett 31: Blues för Göteborg – 2:59

### Bonusspår på CD-utgåvan
1. Till Julia [alternativ tagning] (Cornelis Vreeswijk/Erik Johan Stagnelius) – 2:51
2. 50-öres blues – 2:13

## Medverkande musiker
- Cornelis Vreeswijk – sång, gitarr
- Conny Söderlund – gitarr, slagverk, munspel, sång
- Owe Gustavsson – bas